# Гунтісло Галіндес
Гунтісло Галіндес (араг. Galindo II Aznárez; д/н — бл. 933) — граф Арагону в 922—923 роках. Основні відомості про нього містяться в «Кодексі Роди» та в одну з картулярії монастиря Сан-Хуан-де-ла-Пенья.

## Життєпис
Походив з династії Галіндес. Був позашлюбним сином Галіндо II, графа Арагон, після смерті якого 922 року висунув права на графства, оскільки в його батька на той час серед законних дітей були лише доньки. Напевне спирався на допомогу братів Санчо і Веласко.
Гунтісло довелося протистояти Санчо I, королю Наварри, та Фортуну аль-Тавілю, валі Уески, які також претендували на Арагон. Територія Арагону, де фактично панував Гунтісло, невідомо. Втім після 924 року, коли Санчо I і Фортун уклали між собою мир погіршилася. Проте смерть першого 925 року та малолітство його спадкоємця Гарсії I дозволило протриматися Гунтісло в Арагоні до 933 року.